# تريجيك
تريجيك (بالإنجليزية: Tržič)‏ هي municipality of Slovenia تقع في سلوفينيا في .[بحاجة لمصدر] يقدر عدد سكانها بـ 15,851 نسمة ومساحتها 155.4 كم2 .